# Krasnoilsk
Krasnoilsk (en ucraniano: Красноїльськ) es un pueblo ucraniano perteneciente al óblast de Chernivtsí. Situado en el oeste del país, es parte del raión de Chernivtsí y centro del municipio (hromada) homónimo.

## Toponimia
En todos los idiomas de importancia local, la ciudad se conoce con el nombre de Krasnoilsk (en ruso: Красноильск) o Krasna Ilski (en rumano: Crasna-Ilschi; en alemán: Krasna Ilski). 

## Geografía
Krasnoilsk se encuentra 42 km al suroeste de Chernivtsí, en la región histórica de Bucovina. El asentamiento se sitúa a 8 kilómetros de la frontera con Rumania.

## Historia
El asentamiento fue mencionado por primera vez por escrito en la primera mitad del siglo XV. En el documento del 15 de julio de 1431, la mitad de la propiedad situada en el lado izquierdo del río Siret fue asignada al boyardo Stan Cupcici, y la mitad del dominio en el lado derecho del río al monasterio de Putna.
En 1652, la propiedad pasó a la familia boyarda Ursachi y Dumitrascu Ursachi vendió sus territorios a Alexander de Ilski el 1 de mayo de 1696. Krasnoilsk perteneció al principado de Moldavia hasta enero de 1775.
Después de que Bucovina fuera ocupada por el Imperio austríaco en 1774 hacia el final de la guerra ruso-turca (1768-1774), esto se confirmó en el tratado de Küçük Kaynarca en 1775, oficialmente como agradecimiento por los “servicios de mediación” de Austria entre los oponentes de la guerra. Como resultado, Krasna Ilski pasó a formar parte de Austria, primero en el reino de Galitzia y Lodomeria, y desde 1849 en la recién fundada tierra de la corona del ducado de Bucovina. El 15 de marzo de 1783, la comisión austriaca para la división de la propiedad en Bucovina confirmó que la mitad del pueblo pertenecía a Alexander de Ilski y su cuñado Miron Gaffenko, la otra al monasterio de Putna. A partir de 1786 se establecieron en la ciudad familias de agricultores alemanes procedentes de Bohemia, que más tarde fundarían la colonia Althütte. La primera fábrica de vidrio en Bucovina se construyó allí en 1793, y en 1821 se construyeron cuatro más. El 14 de enero de 1787, Basil Ritter von Wassilko adquirió gran parte de Crasna Ilschi.
A mediados del siglo XIX, los colonos alemanes continuaron instalándose en el lugar actual, que habitado principalmente por rumanos. Sin embargo, los alemanes abandonaron el lugar como parte de la política de Heim ins Reich.
Después de que Bucovina fuera anexionada al reino de Rumania el 27 de noviembre de 1918, el lugar perteneció al distrito de Chernivtsí.
Como resultado de la anexión de Bucovina del Norte el 28 de junio de 1940, posible gracias al pacto Ribbentrop-Mólotov, Krasnoilsk pasó a formar parte de la RSS de Ucrania de la Unión Soviética. Volvió a formar parte de Rumanía tras la invasión germano-rumana entre 1941 y 1944, durante la Segunda Guerra Mundial. 
En 1968 Krasnoilsk fue elevada a asentamiento de tipo urbano, tras lo cual se incorporó el pueblo de Krasnoputna. Según el diputado rumano en la Rada Suprema, Ion Popescu, Crasna es actualmente "la localidad rumana más grande en el norte de Bucovina y en el óblast de Chernivtsí de Ucrania".
Hasta el 18 de julio de 2020, Krasnoilsk formó parte del raión de Storozhinéts. El raión fue abolido en julio de 2020 como parte de la reforma administrativa de Ucrania, que redujo el número de raiones del óblast de Chernivtsí a tres. El raión de Storozhinéts se fusionó con el raión de Chernivtsí.En 2023, Krasnoilsk perdió el estatus de asentamiento de tipo urbano debido a la eliminación de este estatus administrativo.

## Demografía
La evolución de la población de Krasnoilsk entre 1930 y 2022 fue la siguiente:
| 3215                                                          | 5555 | 6448 | 7206 | 7769 | 9142 | 9738 | 9950 | 10 444 |
| (Fuente: Cities & Towns of Ukraine y UKRAINE: Größere Städte) |      |      |      |      |      |      |      |        |

Según el censo de 2001, la lengua materna de la mayoría de los habitantes, el 92,64%, es el rumano; del 5,49% es el ucraniano; del 1,45%, el ruso.
En el censo de 1930, el 74,1% de los habitantes eran rumanos; el 17,23%, alemanes; el 5,01%, judíos; y polacos, el 1,95%. En cuanto a la religión, el 75,6% de la población eran ortodoxos; el 18,86% eran católicos romanos y el 5,01%, judíos.

## Infraestructura

### Arquitectura, monumentos y lugares de interés
Cerca se encuentra la iglesia de San Juan Bautista, que data de 1792, con características distintivas de arquitectura defensiva. Su campanario parece una torre defensiva y las pequeñas ventanas son aspilleras. 